# Cydistomyia zimbiti
Cydistomyia zimbiti är en tvåvingeart som beskrevs av Usher 1970. Cydistomyia zimbiti ingår i släktet Cydistomyia och familjen bromsar. Inga underarter finns listade i Catalogue of Life.